# Сентрал-Оканаган
Регіональний округ Сентрал-Оканаган (англ. Central Okanagan) — регіональний округ в Канаді, у провінції Британська Колумбія.

## Населення
За даними перепису 2016 року, регіональний округ нараховував 194882 жителів, показавши зростання на 8,4 %, порівняно з 2011-м роком. Середня густина населення становила 67,1 осіб/км².
З офіційних мов обидвома одночасно володіли 12 845 жителів, тільки англійською — 179 040, тільки французькою — 65, а 880 — жодною з них. Усього 22,290 осіб вважали рідною мовою не одну з офіційних, з них 120 — одну з корінних мов, а 875 — українську.
Працездатне населення становило 63,7 % усього населення, рівень безробіття — 7,1 % (8 % серед чоловіків та 6,1 % серед жінок). 83 % були найманими працівниками, 15,5 % — самозайнятими.
Середній дохід на особу становив $47 214 (медіана $34 509), при цьому для чоловіків — $57 898, а для жінок $37 121 (медіани — $42 337 та $28 859 відповідно).
31,1 % мешканців мали закінчену шкільну освіту, не мали закінченої шкільної освіти — 14,6 %, 54,3 % мали післяшкільну освіту, з яких 32,9 % мали диплом бакалавра, або вищий, 1,155 осіб мали вчений ступінь.
| Статево-вікова структура населення | Статево-вікова структура населення | Статево-вікова структура населення | Статево-вікова структура населення | Статево-вікова структура населення |
| ---------------------------------- | ---------------------------------- | ---------------------------------- | ---------------------------------- | ---------------------------------- |
|                                    |                                    |                                    |                                    |                                    |
| Всього                             | Всього                             | 48,6%51,4%                         |                                    |                                    |
| 0 — 14 років                       | 0 — 14 років                       |                                    | 14,2%                              | 14,2%                              |
| 15 — 64 років                      | 15 — 64 років                      |                                    | 64,5%                              | 64,5%                              |
| 65 і більше                        | 65 і більше                        |                                    | 21,4%                              | 21,4%                              |
| 85 і більше                        | 85 і більше                        |                                    | 3%                                 | 3%                                 |
| 100 і більше                       | 100 і більше                       |                                    | 0%                                 | 0%                                 |
| Середній вік (років)               | Середній вік (років)               | 43,044,9                           | 44,0                               | 44,0                               |
| Медіана (років)                    | Медіана (років)                    | 44,046,8                           | 45,5                               | 45,5                               |
| — чоловіки — жінки                 |                                    |                                    |                                    |                                    |

| Походження мешканців:     | Походження мешканців:     | Походження мешканців: | Походження мешканців: | Походження мешканців: |
| ------------------------- | ------------------------- | --------------------- | --------------------- | --------------------- |
| Походження                |                           |                       | осіб                  | %                     |
| Корінні американці        | Корінні американці        |                       | 13 190                | 6.92%                 |
| Інше північноамериканське | Інше північноамериканське |                       | 49 545                | 26%                   |
| Європейське               | Європейське               |                       | 156 370               | 82.06%                |
| британське                | британське                |                       | 99 430                | 52.18%                |
| французьке                | французьке                |                       | 21 850                | 11.47%                |
| українське                | українське                |                       | 17 340                | 9.1%                  |
| Карибське                 | Карибське                 |                       | 1 025                 | 0.54%                 |
| Латинськоамериканське     | Латинськоамериканське     |                       | 1 980                 | 1.04%                 |
| Африканське               | Африканське               |                       | 1 470                 | 0.77%                 |
| Азійське                  | Азійське                  |                       | 13 870                | 7.28%                 |
| Океанійське               | Океанійське               |                       | 1 275                 | 0.67%                 |

| Зайнятість населення за галузями (за класифікацією NOC): | Зайнятість населення за галузями (за класифікацією NOC): | Зайнятість населення за галузями (за класифікацією NOC): | Зайнятість населення за галузями (за класифікацією NOC): | Зайнятість населення за галузями (за класифікацією NOC): |
| -------------------------------------------------------- | -------------------------------------------------------- | -------------------------------------------------------- | -------------------------------------------------------- | -------------------------------------------------------- |
|                                                          |                                                          |                                                          |                                                          |                                                          |
| Управління                                               | Управління                                               |                                                          | 11,7%                                                    | 11,7%                                                    |
| Бізнес, фінанси та адміністрування                       | Бізнес, фінанси та адміністрування                       |                                                          | 14,5%                                                    | 14,5%                                                    |
| Природничі та прикладні науки                            | Природничі та прикладні науки                            |                                                          | 5,2%                                                     | 5,2%                                                     |
| Охорона здоров'я                                         | Охорона здоров'я                                         |                                                          | 8,1%                                                     | 8,1%                                                     |
| Освіта, правозахист, муніципальні та урядові служби      | Освіта, правозахист, муніципальні та урядові служби      |                                                          | 9,5%                                                     | 9,5%                                                     |
| Мистецтво, культура, відпочинок та спорт                 | Мистецтво, культура, відпочинок та спорт                 |                                                          | 3%                                                       | 3%                                                       |
| Роздрібна торгівля та послуги                            | Роздрібна торгівля та послуги                            |                                                          | 26,2%                                                    | 26,2%                                                    |
| Гуртова торгівля, транспорт та обладнання                | Гуртова торгівля, транспорт та обладнання                |                                                          | 16,2%                                                    | 16,2%                                                    |
| Природні ресурси, сільське господарство                  | Природні ресурси, сільське господарство                  |                                                          | 2,9%                                                     | 2,9%                                                     |
| Виробництво                                              | Виробництво                                              |                                                          | 2,7%                                                     | 2,7%                                                     |

## Населені пункти
До складу регіонального округу входять місто Келоуна, муніципалітети Вест-Келовна, Пічленд, Лейк-Каутрі, індіанські резервації Тсінстікептум 10, Дак-Лейк 7, а також хутори, інші малі населені пункти та розосереджені поселення.

## Клімат
Середня річна температура становить 8,9 °C, середня максимальна — 23,8 °C, а середня мінімальна — -9,1 °C. Середня річна кількість опадів — 365 мм.
| Клімат поселення                              | Клімат поселення | Клімат поселення | Клімат поселення | Клімат поселення | Клімат поселення | Клімат поселення | Клімат поселення | Клімат поселення | Клімат поселення | Клімат поселення | Клімат поселення | Клімат поселення | Клімат поселення |
| Показник                                      | Січ.             | Лют.             | Бер.             | Квіт.            | Трав.            | Черв.            | Лип.             | Серп.            | Вер.             | Жовт.            | Лист.            | Груд.            |                  |
| Середній максимум, °C                         | 4,09             | 6,47             | 10,70            | 15,32            | 19,89            | 23,80            | 23,32            | 23,44            | 18,21            | 11,97            | 5,96             | 1,94             |                  |
| Середня температура, °C                       | −2,48            | −0,1             | 4,13             | 8,76             | 13,34            | 17,24            | 20,25            | 20,36            | 15,13            | 8,90             | 2,87             | −1,13            |                  |
| Середній мінімум, °C                          | −9,05            | −6,66            | −2,42            | 2,20             | 6,78             | 10,68            | 17,20            | 17,28            | 12,06            | 5,82             | −0,19            | −4,2             |                  |
| Норма опадів, мм                              | 32               | 21               | 21               | 25               | 34               | 42               | 34               | 29               | 30               | 26               | 36               | 35               |                  |
| Середньомісячна швидкість вітру, м/с          | 2.10             | 2.00             | 2.30             | 2.50             | 2.35             | 2.30             | 2.23             | 2.12             | 2.00             | 2.02             | 2.20             | 2.20             |                  |
| Середньомісячна сонячна радіація, кДж/м²·день | 3257             | 6624             | 11552            | 16479            | 20200            | 21773            | 23076            | 19695            | 14070            | 8080             | 3783             | 2605             |                  |
| --------------------------------------------- | ---------------- | ---------------- | ---------------- | ---------------- | ---------------- | ---------------- | ---------------- | ---------------- | ---------------- | ---------------- | ---------------- | ---------------- | ---------------- |
| Джерело:                                      |                  |                  |                  |                  |                  |                  |                  |                  |                  |                  |                  |                  |                  |